# Ардије
Ардије (фр. Ardilleux) насеље је и општина у западној Француској у региону Поату-Шарант, у департману Де Севр која припада префектури Ниор.
По подацима из 2011. године у општини је живело 164 становника, а густина насељености је износила 15,85 становника/km². Општина се простире на површини од 10,35 km². Налази се на средњој надморској висини од 101 метар (максималној 139 m, а минималној 89 m).

## Демографија
| 1962. | 1968. | 1975. | 1982. | 1990. | 1999. | 2011. |
| ----- | ----- | ----- | ----- | ----- | ----- | ----- |
| 218   | 230   | 194   | 186   | 161   | 147   | 164   |

График промене броја становника у току последњих година